# Стара Єрикла
Стара Єрикла (рос. Старая Ерыкла) — село в Тереньгульському районі Ульяновської області Російської Федерації.
Населення становить 41 особу. Входить до складу муніципального утворення Красноборське сільське поселення.

## Історія
Від 2004 року входить до складу муніципального утворення Красноборське сільське поселення.

## Населення
| 2010 |
| ---- |
| 41   |